# 克羅伊茨魏爾湖 (諾伊基希)
47°38′51″N 9°40′50″E / 47.64750°N 9.68056°E

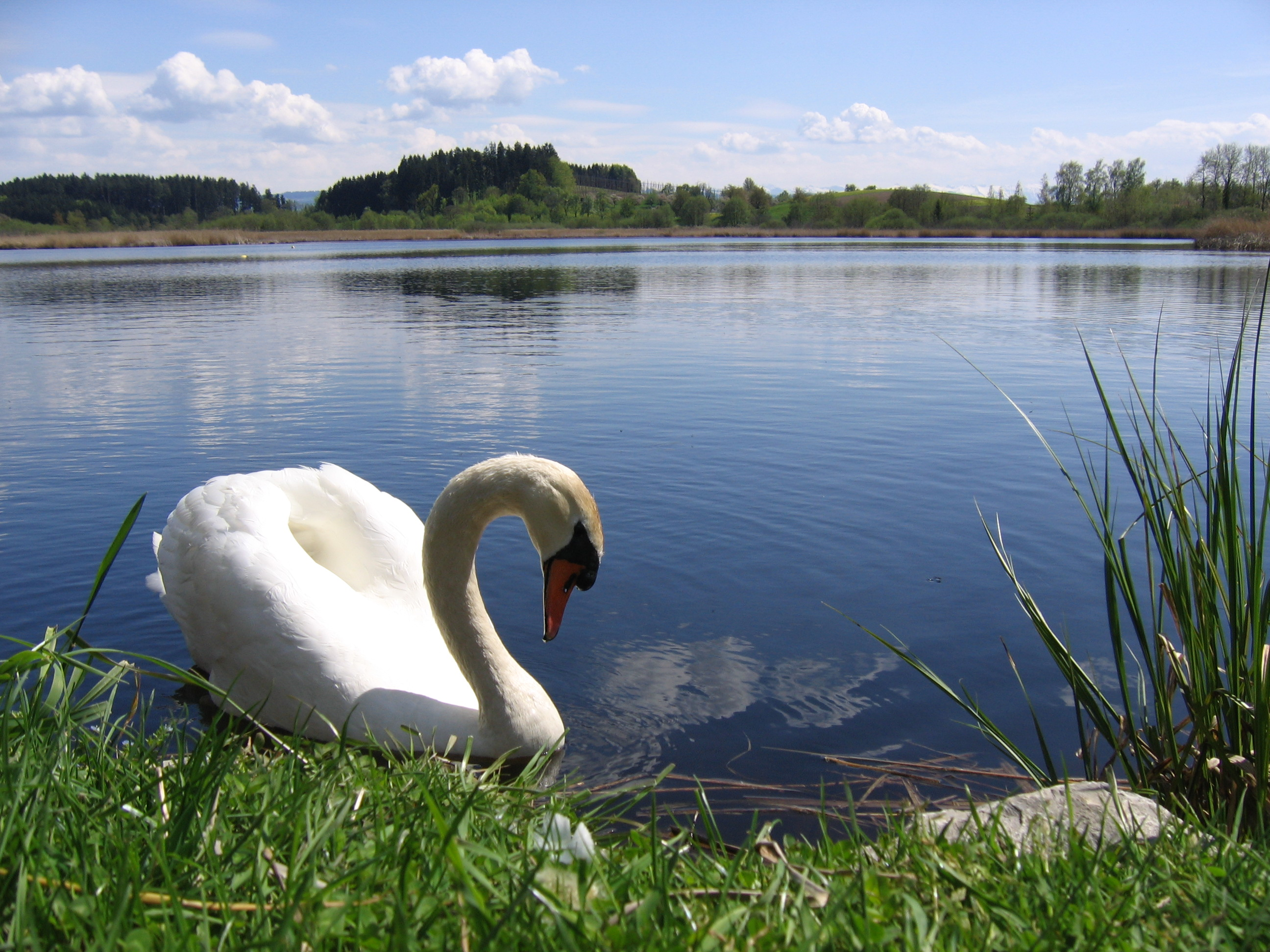

克羅伊茨魏爾湖（德語：Kreuzweiher），是一个位于德國西南部的湖泊，由巴登-符騰堡州負責管轄，處於諾伊基希，面積0.06平方公里，海拔高度539米，平均水深1.3米，最大水深2.0米，水體容量7.4萬立方米。